# Вознесенская церковь (Вишняковский)
Вознесенская церковь (церковь Вознесения Господня) — православный храм в хуторе Вишняковский Волгоградской области (ранее хутор Вишняков Области Войска Донского).

## История
Церковь была построена в 1904 году на средства прихожан. Здание храма — деревянное, на каменном фундаменте, с такой же деревянной колокольней, покрытые листовым железом. Престол в церкви один — во имя Вознесения Господня. По штату 1904 года при были положены священник, псаломщик и просфорня. Причт пользовался паевым казачьим наделом в количестве 12 десятин. Дома для служителей церкви были построены на общественной казачьей земле в 1903 году и являлись собственность прихода. Также Вознесенской церкви принадлежала деревянная караулка для сторожей, крытая железом. Первым священником храма был Попов Петр Алексеевич.
Расстояние от храма до консистории — 450 верст, до благочинного в станице Урюпинской — 18 верст, от железнодорожной станции «Алексиково» — 17 верст. Ближайшие церкви находились в хуторе Сычева — в 8 верстах и в хуторе Алексиково — в 12 верстах. Школы прихода Вознесенской церкви: Вишняковская церковно-приходская школа — открыта в 1902 году и Чумаковская церковно-приходская школа — открыта в 1911 году.
Храм уцелел в советское время. В 1961 году приходской священник уехал в другую область, церковь закрыли. Со временем из него сделали хуторской клуб. С 1994 года храм начал восстанавливаться. По состоянию на 2013 год храм находился в завершающей стадии восстановления. Настоятель — протоиерей Виктор Дурасов приезжал из станицы Михайловской один раз в месяц.